# Biathlon na Zimowych Igrzyskach Olimpijskich 2010 – bieg masowy mężczyzn
Bieg masowy mężczyzn podczas Zimowych Igrzysk Olimpijskich 2010 został rozegrany 21 lutego w Whistler Olympic Park. Była to ostatnia konkurencja indywidualna mężczyzn podczas igrzysk.
W zawodach triumfował Rosjanin Jewgienij Ustiugow. Reprezentant Federacji Rosyjskiej na strzelnicy nie pomylił się ani razu i dobiegł do mety w czasie 35 min 35,7 s. Srebrny medal zdobył Francuz Martin Fourcade, który pomimo pokonywania trzech karnych rund, stracił do Ustiugowa tylko 10,5 s. Ostatnią lokatę na podium wywalczył Pavol Hurajt startujący w barwach Słowacji. Biathlonista z Popradu, podobnie jak Ustiugow nie popełnił żadnego błędu na strzelnicy, lecz gorzej pobiegł i stracił do Rosjanina 16,6 s.
Poniżej oczekiwań spisało się wielu głównych faworytów. Najlepszy biathlonista w historii, Norweg Ole Einar Bjørndalen zajął dopiero 27. miejsce. Jego rodak, Emil Hegle Svendsen, złoty medalista w biegu indywidualnym oraz ówczesny lider klasyfikacji generalnej Pucharu Świata, przybiegł do mety na 13 pozycji. Również obrońca tytułu, Niemiec Michael Greis, spisał się poniżej oczekiwań i zajął dziesiątą lokatę.

## Faworyci
Przed igrzyskami olimpijskimi dwukrotnie rozgrywano bieg masowy podczas zawodów wliczanych do klasyfikacji Pucharu Świata 2009/2010. Pierwszy bieg odbył się 10 stycznia 2010 w Oberhofie. W zawodach triumfował reprezentant Norwegii Ole Einar Bjørndalen wyprzedzając Amerykanina Tima Burke’a oraz Tomasza Sikorę z Polski. Drugi raz bieg masowy został rozegrany podczas zawodów rozgrywanych tydzień później w Ruhpolding, 16 stycznia. Podobnie jak w Oberhofie, zwyciężył zawodnik z Norwegii, tym razem Emil Hegle Svendsen. Drugi na metę dobiegł Rosjanin Jewgienij Ustiugow, zaś trzeci był Austriak Simon Eder.
Obrońcą tytuł z poprzednich igrzysk olimpijskich był reprezentant Niemiec Michael Greis. Drugie miejsce na olimpiadzie w Turynie zajął Tomasz Sikora, zaś trzecie Ole Einar Bjørndalen. Aktualnym mistrzem świata w tej konkurencji był Dominik Landertinger z Austrii, który podczas Championatu wyprzedził swojego rodaka Christopha Sumanna oraz Rosjanina Iwana Czeriezowa. 
| Wyniki biegu masowego w sezonie 2009/2010               |                    |                      |                      |                    |                    |                      |                      |        |
| data                                                    | miejscowość        | zwycięzca            | zwycięzca            | drugi              | drugi              | trzeci               | trzeci               | źródło |
| data                                                    | miejscowość        | czas                 | strzelanie           | czas               | strzelanie         | czas                 | strzelanie           | źródło |
| 10 stycznia                                             | Oberhof            | Ole Einar Bjørndalen | Ole Einar Bjørndalen | Tim Burke          | Tim Burke          | Tomasz Sikora        | Tomasz Sikora        | [ 5 ]  |
| 10 stycznia                                             | Oberhof            | 38:57.3              | 0+1+0+0              | 40:00.2            | 0+1+1+0            | 40:37.9              | 0+0+1+2              | [ 5 ]  |
| 16 stycznia                                             | Ruhpolding         | Emil Hegle Svendsen  | Emil Hegle Svendsen  | Jewgienij Ustiugow | Jewgienij Ustiugow | Simon Eder           | Simon Eder           | [ 6 ]  |
| 16 stycznia                                             | Ruhpolding         | 39:19.5              | 0+0+0+0              | 39:24.6            | 0+0+0+1            | 39:29.4              | 0+0+1+0              | [ 6 ]  |
| Wyniki biegu masowego na mistrzostwach świata w 2009    |                    |                      |                      |                    |                    |                      |                      |        |
| 21 lutego                                               | Pjongczang         | Dominik Landertinger | Dominik Landertinger | Christoph Sumann   | Christoph Sumann   | Iwan Czeriezow       | Iwan Czeriezow       | [ 7 ]  |
| 21 lutego                                               | Pjongczang         | 38:32.5              | 2+0+0+1              | 38:41.4            | 2+0+0+1            | 38:46.4              | 2+0+0+0              | [ 7 ]  |
| Wyniki biegu masowego na igrzyskach olimpijskich w 2006 |                    |                      |                      |                    |                    |                      |                      |        |
| 25 lutego                                               | Cesana San Sicario | Michael Greis        | Michael Greis        | Tomasz Sikora      | Tomasz Sikora      | Ole Einar Bjørndalen | Ole Einar Bjørndalen | [ 8 ]  |
| 25 lutego                                               | Cesana San Sicario | 47:20.0              | 0+0+1+0              | 47:26.3            | 0+0+0+1            | 47:32.3              | 0+0+1+2              | [ 8 ]  |

## Lista startowa
Z racji określonej liczby miejsc na strzelnicy w biegu masowym bierze udział jedynie trzydziestu zawodników. Podczas igrzysk olimpijskich są to medaliści poprzednich konkurencji na olimpiadzie oraz piętnastu najlepszych zawodników w bieżącej klasyfikacji generalnej Pucharu Świata. Oprócz nich w zawodach biorą udział zawodnicy, którzy osiągali dobre wyniki w bieżących igrzyskach, lecz nie zdobyli medali, bądź nie znajdują się w czołowej „15” Pucharu Świata.
Najniższe numery startowe otrzymywali medaliści bieżących igrzysk olimpijskich. Z pierwszym numerem startowym biegł reprezentant Francji Vincent Jay - złoty medalista sprintu, z drugim Björn Ferry mistrz w biegu pościgowym, zaś z trzecim Emil Hegle Svendsen zwycięzca biegu indywidualnego. Kolejne numery startowe otrzymali pozostali medaliści igrzysk, według kolejności rozgrywania konkurencji, tj. medaliści sprintu, biegu pościgowego oraz biegu masowego. Następne pozycje na starcie otrzymywali zawodnicy plasujący się w czołowej „15” Pucharu Świata. W taki sposób zgromadzono osiemnastu zawodników (niektórzy medaliści IO znajdowali się w czołowej „15” Pucharu Świata). Pozostałych dwunastu sportowców, dopełnili zawodnicy którzy zdobyli najwięcej punktów do klasyfikacji Pucharu Świata, podczas poprzednich konkurencji biathlonowych na zimowych igrzyskach olimpijskich w Vancouver.
| nr.             | Zawodnik                | Narodowość | punkty zdobyte na ZIO | nota                                                             |
| --------------- | ----------------------- | ---------- | --------------------- | ---------------------------------------------------------------- |
| 1.              | Vincent Jay             | FRA        | 108                   | 1. miejsce w sprincie 3. miejsce w biegu pościgowym              |
| 2.              | Björn Ferry             | SWE        | 94                    | 1. miejsce w biegu pościgowym                                    |
| 3.              | Emil Hegle Svendsen     | NOR        | 148                   | 1. miejsce w biegu indywidualnym 2. miejsce w sprincie           |
| 4.              | Christoph Sumann        | AUT        | 117                   | 2. miejsce w biegu pościgowym                                    |
| 5.              | Ole Einar Bjørndalen    | NOR        | 114                   | 2. miejsce w biegu indywidualnym                                 |
| 6.              | Siergiej Nowikow        | BLR        | 75                    | 2. miejsce w biegu indywidualnym                                 |
| 7.              | Jakov Fak               | CRO        | 64                    | 3. miejsce w sprincie                                            |
| 8.              | Jewgienij Ustiugow      | RUS        | 95                    | 3. miejsce w Pucharze Świata                                     |
| 9.              | Simon Eder              | AUT        | 111                   | 4. miejsce w Pucharze Świata                                     |
| 10.             | Dominik Landertinger    | AUT        | 52                    | 6. miejsce w Pucharze Świata                                     |
| 11.             | Simon Fourcade          | FRA        | 1                     | 7. miejsce w Pucharze Świata                                     |
| 12.             | Iwan Czeriezow          | RUS        | 95                    | 8. miejsce w Pucharze Świata                                     |
| 13.             | Arnd Peiffer            | GER        | 8                     | 9. miejsce w Pucharze Świata                                     |
| 14.             | Michael Greis           | GER        | 91                    | 10. miejsce w Pucharze Świata                                    |
| 15.             | Tim Burke               | USA        | 0                     | 11. miejsce w Pucharze Świata                                    |
| 16.             | Martin Fourcade         | FRA        | 40                    | 12. miejsce w Pucharze Świata                                    |
| 17.             | Daniel Mesotitsch       | AUT        | 32                    | 13. miejsce w Pucharze Świata                                    |
| 18.             | Anton Szypulin          | RUS        | 37                    | 14. miejsce w Pucharze Świata                                    |
| 19.             | Pavol Hurajt            | SVK        | 101                   | 5. miejsce w biegu indywidualnym 7. miejsce w sprincie           |
| 20.             | Jean-Philippe Leguellec | CAN        | 96                    | 6. miejsce w sprincie                                            |
| 21              | Klemen Bauer            | SLO        | 84                    | 4. miejsce w sprincie 9. miejsce w biegu pościgowym              |
| 22.             | Thomas Frei             | SUI        | 82                    | 12. miejsce w biegu pościgowym 13. miejsce w sprincie            |
| 23.             | Andreas Birnbacher      | GER        | 75                    | 12. miejsce w biegu indywidualnym 13. miejsce w biegu pościgowym |
| 24.             | Tomasz Sikora           | POL        | 71                    | 7. miejsce w biegu indywidualnym                                 |
| 25.             | Andrij Deryzemla        | UKR        | 69                    | 5. miejsce w sprincie                                            |
| 26.             | Michal Šlesingr         | CZE        | 59                    | 17. miejsce w biegu indywidualnym, 18. miejsce w sprincie        |
| 27.             | Serhij Sedniew          | UKR        | 50                    | 10. miejsce w biegu pościgowym                                   |
| 28.             | Jeremy Teela            | USA        | 49                    | 9. miejsce w sprincie                                            |
| 29.             | Christoph Stephan       | GER        | 45                    | 19. miejsce w sprincie                                           |
| 30.             | Halvard Hanevold        | NOR        | 41                    | 17. miejsce w biegu pościgowym                                   |
| Lista rezerwowa |                         |            |                       |                                                                  |
| 31.             | Zhang Chengye           | CHN        | 37                    | 19. miejsce w biegu indywidualnym                                |
| 32.             | Ilmārs Bricis           | LVA        | 36                    | 14. miejsce w sprincie                                           |
| 33.             | Vincent Defrasne        | FRA        | 34                    | 22. miejsce w biegu pościgowym                                   |
| 34.             | Krasimir Anew           | BGR        | 32                    | 25. miejsce w biegu indywidualnym                                |

## Przebieg rywalizacji

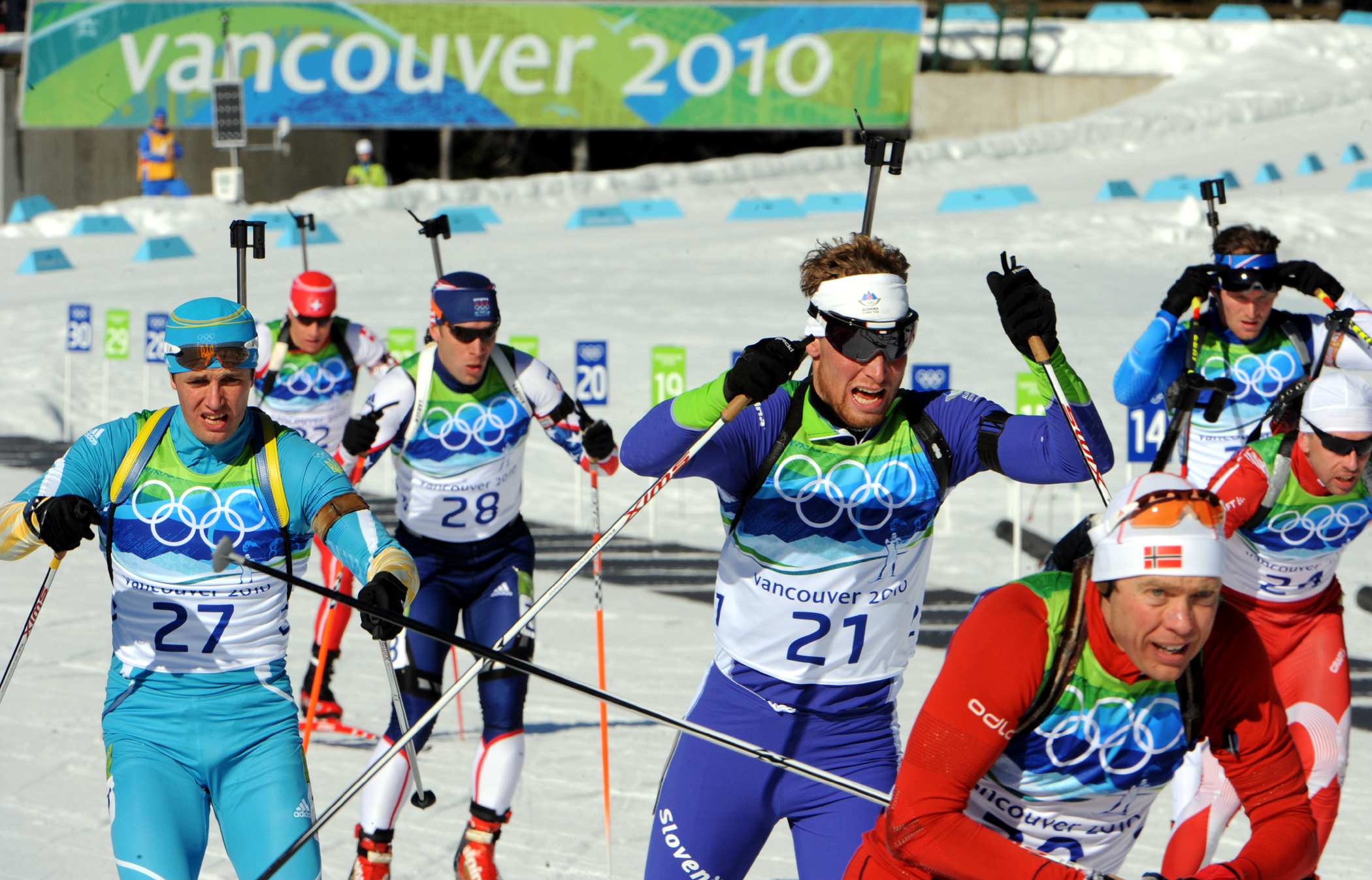
Zawodnicy po pierwszym strzelaniu.

Opracowano na podstawie materiału źródłowego:
Bieg masowy mężczyzn na zimowych igrzyskach olimpijskich w Vancouver rozpoczął się 21 lutego 2010 r. o godzinie 19:45 czasu środkowoeuropejskiego. Do rywalizacji przystąpiło trzydziestu zawodników. Każdy z nich miał za zadanie przebiec pięć pięciokilometrowych okrążeń. Po pierwszy oraz drugim odbywało się strzelanie w pozycji leżącej, zaś po trzecim i czwartym okrążeniu w pozycji stojącej. Każdy nietrafiony strzał „kosztował” zawodników dodatkowe 150 m biegu karnej rundy.

### Pierwsze okrążenie
Po przebiegnięciu początkowych pięciu kilometrów zawodnicy po raz pierwszy pojawili się na strzelnicy. Liderem po pierwszym strzelaniu został Austriak Simon Eder, który najszybciej, bezbłędnie strącił wszystkie krążki. Drugie miejsce zajmował reprezentant Ukrainy Andrij Deryzemla, zaś trzeci był Słowak Pavol Hurajt. 21 zawodników trafiło wszystkie strzały. Jeden z faworytów, Ole Einar Bjørndalen spudłował dwukrotnie i zajmował dopiero 23. miejsce.
| Lp. | Zawodnik            | Reprezentacja | Karne rundy | Czas (min) | Strata (s) |
| --- | ------------------- | ------------- | ----------- | ---------- | ---------- |
| 1.  | Simon Eder          | AUT           | 0           | 6:57.4     |            |
| 2.  | Andrij Deryzemla    | UKR           | 0           | 6:59.2     | +1.8       |
| 3.  | Pavol Hurajt        | SVK           | 0           | 7:03.0     | +5.6       |
| 4.  | Vincent Jay         | FRA           | 0           | 7:03.3     | +5.9       |
| 4.  | Simon Fourcade      | FRA           | 0           | 7:03.3     | +5.9       |
| 6.  | Daniel Mesotitsch   | AUT           | 0           | 7:04.1     | +6.7       |
| 7.  | Emil Hegle Svendsen | NOR           | 0           | 7:05.6     | +8.2       |
| 8.  | Siergiej Nowikow    | BLR           | 0           | 7:06.3     | +8.9       |
| 8.  | Iwan Czeriezow      | RUS           | 0           | 7:06.3     | +8.9       |
| 10. | Christoph Sumann    | AUT           | 0           | 7:06.7     | +9.3       |
| 10. | Andreas Birnbacher  | GER           | 0           | 7:06.7     | +9.3       |

### Drugie okrążenie
Drugi pobyt na strzelnicy nie przyniósł znaczących zmian w czołówce zawodów. W dalszym ciągu prowadził Eder, na drugą pozycję wysunął się Emil Hegle Svendsen, zaś trzeci był Hurajt. W pierwszej dziesiątce byli sami bezbłędnie strzelający zawodnicy, zaś różnice czasowe były bardzo niewielkie. Dziesiąty Serhij Sedniew tracił jedynie 13.9 s do Edera.
| Lp. | Zawodnik            | Reprezentacja | Karne rundy | Czas (min) | Strata (s) |
| --- | ------------------- | ------------- | ----------- | ---------- | ---------- |
| 1.  | Simon Eder          | AUT           | 0+0         | 14:12.4    |            |
| 2.  | Emil Hegle Svendsen | NOR           | 0+0         | 14:14.9    | +2.5       |
| 3.  | Pavol Hurajt        | SVK           | 0+0         | 14:18.7    | +6.3       |
| 4.  | Björn Ferry         | SWE           | 0+0         | 14:19.2    | +6.8       |
| 5.  | Michael Greis       | GER           | 0+0         | 14:19.7    | +7.3       |
| 6.  | Siergiej Nowikow    | BLR           | 0+0         | 14:20.3    | +7.9       |
| 7.  | Arnd Peiffer        | GER           | 0+0         | 14:21.3    | +8.9       |
| 7.  | Jewgienij Ustiugow  | RUS           | 0+0         | 14:21.3    | +8.9       |
| 9.  | Tim Burke           | USA           | 0+0         | 14:22.1    | +9.7       |
| 10. | Serhij Sedniew      | UKR           | 0+0         | 14:26.3    | +13.9      |

### Trzecie okrążenie
Większe przetasowania dało dopiero trzecie strzelanie. Eder nie trafił dwukrotnie, zaś Svendsen raz spudłował. Sytuację wykorzystał Hurajt, który kolejny raz zaliczył wszystkie trafienia i został liderem. Tuż za Słowakiem plasowali się Francuz Vincent Jay oraz Szwed Björn Ferry. Czwarty był Rosjanin Jewgienij Ustiugow, zaś piąty Daniel Mesotitsch z Austrii. Powyższą piątkę dzieliły małe różnice czasowe, Mesotitsch tracił jedynie 7,3 s do Hurajta. Na szóstą lokatę spadł Svendsen, który tracił już do lidera 19,5 s.
| Lp. | Zawodnik            | Reprezentacja | Karne rundy | Czas (min) | Strata (s) |
| --- | ------------------- | ------------- | ----------- | ---------- | ---------- |
| 1.  | Pavol Hurajt        | SVK           | 0+0+0       | 21:35.0    |            |
| 2.  | Vincent Jay         | FRA           | 0+0+0       | 21:37.3    | +2.3       |
| 3.  | Björn Ferry         | SWE           | 0+0+0       | 21:38.0    | +3.0       |
| 4.  | Jewgienij Ustiugow  | RUS           | 0+0+0       | 21:39.3    | +4.3       |
| 5.  | Daniel Mesotitsch   | AUT           | 0+0+0       | 21:42.1    | +7.1       |
| 6.  | Emil Hegle Svendsen | NOR           | 0+0+1       | 21:54.5    | +19.5      |
| 7.  | Simon Fourcade      | FRA           | 0+1+0       | 21:55.9    | +20.9      |
| 8.  | Halvard Hanevold    | NOR           | 0+0+0       | 21:56.5    | +21.5      |
| 9.  | Martin Fourcade     | FRA           | 2+0+0       | 21:57.1    | +22.1      |
| 9.  | Christoph Sumann    | AUT           | 0+1+0       | 21:57.1    | +22.1      |

### Czwarte okrążenie
Bardzo dobrze biegowo spisywał się Ustiugow, który nieznacznie wyprzedzał Hurajta, przed ostatnim, decydującym strzelaniem. Obaj zawodnicy bezbłędnie strzelali, jednakże reprezentant Słowacji jako pierwszy wybiegł ze strzelnicy. Ustiugow tracił do niego jedynie 0,6 s. Trzecią lokatę ze stratą 16.9 s zajmował Austriak Christoph Sumann, który biegł jedną karną rundę po trzecim strzelaniu. Kolejne pozycje zajmowali Francuzi: Jay oraz bracia Martin i Simon Fourcade.
| Lp. | Zawodnik           | Reprezentacja | Karne rundy | Czas (min) | Strata (s) |
| --- | ------------------ | ------------- | ----------- | ---------- | ---------- |
| 1.  | Pavol Hurajt       | SVK           | 0+0+0+0     | 28:58.7    |            |
| 2.  | Jewgienij Ustiugow | RUS           | 0+0+0+0     | 28:59.3    | +0.6       |
| 3.  | Christoph Sumann   | AUT           | 0+1+0+0     | 29:16.9    | +16.9      |
| 4.  | Vincent Jay        | FRA           | 0+0+0+1     | 29:20.5    | +21.8      |
| 5.  | Martin Fourcade    | FRA           | 2+0+0+1     | 29:24.9    | +26.2      |
| 6.  | Simon Fourcade     | FRA           | 0+1+0+0     | 29.27.2    | +28.5      |
| 7.  | Björn Ferry        | SWE           | 0+0+0+2     | 29:37.1    | +38.4      |
| 8.  | Jakov Fak          | CRO           | 1+0+1+1     | 29:38.0    | +39.3      |
| 9.  | Iwan Czeriezow     | RUS           | 0+2+0+1     | 29:39.9    | +41.2      |
| 10. | Daniel Mesotitsch  | AUT           | 0+1+0+2     | 29:40.5    | +41.8      |

### Wyniki końcowe

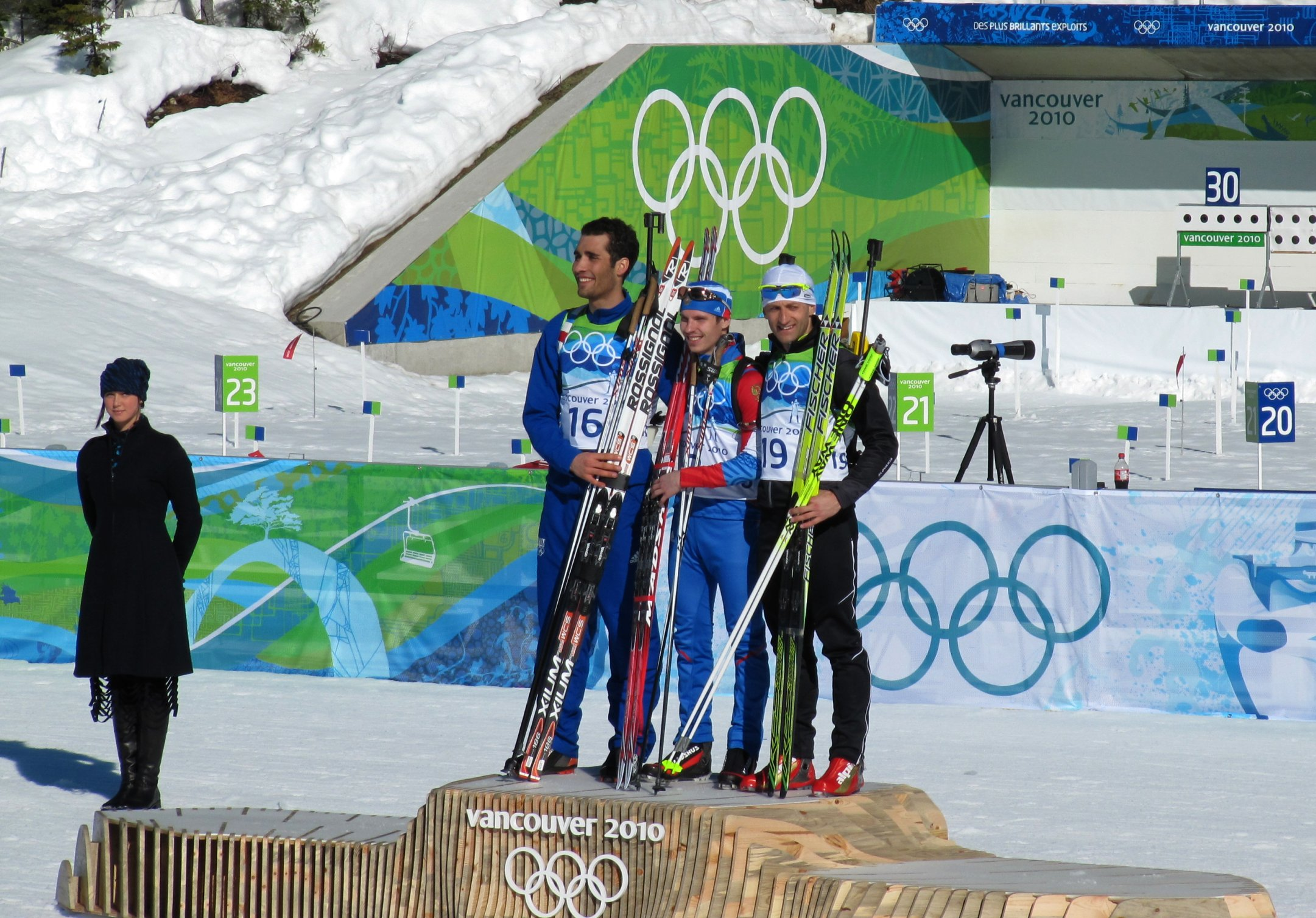
Medaliści biegu masowego, od lewej: Martin Fourcade, Jewgienij Ustiugow, Pavol Hurajt

Po ostatnim strzelaniu Jewgienij Ustiugow narzucił bardzo mocne tempo biegowe, którego nie wytrzymał Hurajt. Rosjanin niezagrożony zmierzał po pierwszy złoty medal dla Rosji w biathlonie na tych Igrzyskach. Zmęczonego Hurajta zdołał wyprzedzić także młodszy z braci Fourcade – Martin, który pomimo trzech karnych rund wywalczył srebrny medal. Ostatecznie Pavol Huarjt zajął trzecie miejsce. Tuż za podium uplasowało się dwóch Austriaków: Sumann oraz Mesotitsch. Ich rodak, pierwszy na półmetku, Simon Eder w dalszej rywalizacji aż cztery razy pokonywał karne rundy i uplasował się dopiero na 25. miejscu. Dwie lokaty niżej zawody ukończył „król biathlonu” Ole Einar Bjørndalen, który, wspólnie z Kanadyjczykiem Leguelleciem, miał najwięcej nietrafionych strzałów (7).
Pełne wyniki końcowe zawodów:
| Pozycja | Nr | Zawodnik                | Kraj | Pudła       | Czas    | Strata  |
| ------- | -- | ----------------------- | ---- | ----------- | ------- | ------- |
|         | 8  | Jewgienij Ustiugow      | RUS  | 0 (0+0+0+0) | 35:35.7 | -       |
|         | 16 | Martin Fourcade         | FRA  | 3 (2+0+0+1) | 35:46.2 | +10.5   |
|         | 19 | Pavol Hurajt            | SVK  | 0 (0+0+0+0) | 35:52.3 | +16.6   |
| 4.      | 4  | Christoph Sumann        | AUT  | 1 (0+1+0+0) | 36:01.6 | +25.9   |
| 5.      | 17 | Daniel Mesotitsch       | AUT  | 3 (0+1+0+2) | 36:05.9 | +30.2   |
| 6.      | 12 | Iwan Czeriezow          | RUS  | 3 (0+2+0+1) | 36:09.2 | +33.5   |
| 7.      | 10 | Dominik Landertinger    | AUT  | 4 (1+0+1+2) | 36:09.7 | +34.0   |
| 8.      | 1  | Vincent Jay             | FRA  | 1 (0+0+0+1) | 36:10.3 | +34.6   |
| 9.      | 7  | Jakov Fak               | CRO  | 3 (1+0+1+1) | 36:10.5 | +34.8   |
| 10.     | 14 | Michael Greis           | GER  | 3 (0+0+1+2) | 36:10.7 | +35.0   |
| 11.     | 24 | Tomasz Sikora           | POL  | 3 (2+1+0+0) | 36:13.1 | +37.4   |
| 12.     | 2  | Björn Ferry             | SWE  | 2 (0+0+0+2) | 36:13.3 | +37.6   |
| 13.     | 3  | Emil Hegle Svendsen     | NOR  | 3 (0+0+1+2) | 36:20.7 | +45.0   |
| 14.     | 11 | Simon Fourcade          | FRA  | 1 (0+1+0+0) | 36:28.1 | +52.4   |
| 15.     | 23 | Andreas Birnbacher      | GER  | 3 (0+1+2+0) | 36:30.2 | +54.5   |
| 16.     | 26 | Michal Šlesingr         | CZE  | 2 (1+1+0+0) | 36:35.6 | +59.9   |
| 17.     | 13 | Arnd Peiffer            | GER  | 2 (0+0+2+0) | 36:44.5 | +1:08.8 |
| 18.     | 15 | Tim Burke               | USA  | 4 (0+0+3+1) | 36:44.7 | +1:09.0 |
| 19.     | 30 | Halvard Hanevold        | NOR  | 3 (0+1+0+2) | 36:56.6 | +1:20.9 |
| 20.     | 6  | Siergiej Nowikow        | BLR  | 3 (0+0+1+2) | 36:59.3 | +1:23.6 |
| 21.     | 27 | Serhij Sedniew          | UKR  | 2 (0+0+2+0) | 37:02.8 | +1:27.1 |
| 22.     | 18 | Anton Szypulin          | RUS  | 3 (1+0+1+1) | 37:04.7 | +1:29.0 |
| 23.     | 29 | Christoph Stephan       | GER  | 4 (0+1+1+2) | 37:11.4 | +1:35.7 |
| 24.     | 22 | Thomas Frei             | SUI  | 2 (0+1+1+0) | 37:12.9 | +1:37.2 |
| 25.     | 9  | Simon Eder              | AUT  | 4 (0+0+2+2) | 37:29.7 | +1:54.0 |
| 26.     | 25 | Andrij Deryzemla        | UKR  | 5 (0+2+3+0) | 37:43.9 | +2:08.2 |
| 27.     | 5  | Ole Einar Bjørndalen    | NOR  | 7 (1+2+3+1) | 37:46.5 | +2:10.8 |
| 28.     | 21 | Klemen Bauer            | SLO  | 5 (2+0+0+3) | 38:16.9 | +2:41.2 |
| 29.     | 28 | Jeremy Teela            | USA  | 4 (1+1+0+2) | 38:36.1 | +3:00.4 |
| 30.     | 20 | Jean-Philippe Leguellec | CAN  | 7 (0+4+0+3) | 39:18.5 | +3:42.8 |

## Po zakończeniu zawodów

### Wypowiedzi medalistów
Opracowano na podstawie materiałów źródłowych:
Jewgienij Ustiugow

"To jeszcze do mnie nie dotarło. Ja dalej nie rozumiem, że wywalczyłem złoto. Szczerze mówiąc po ostatnich Igrzyskach, nawet nie śniłem, że mogę tu być. Złoto było w moich odległych marzeniach, jednakże na Igrzyskach wszystko się może zdarzyć i tak było dzisiaj. Przed dzisiejszymi zawodami byłem raczej negatywnie nastawiony. Naprawdę źle się czułem z faktem, że nie zdobyliśmy jeszcze medalu oraz nie zdawałem sobie sprawy jak wiele czasu minęło kiedy ostatnio zdobyliśmy złoty medal w biathlonie. Postanowiłem, że przełamię tę złą passę. Bóg uśmiechnął się do mnie i jestem niezmiernie szczęśliwy

Martin Fourcade

"Po pierwszej wizycie na strzelnicy, kiedy dwukrotnie spudłowałem, wydawało mi się, że wypadłem z rywalizacji. Wszystko się zmieniło kiedy kolejne dwa strzelania wykonałem bezbłędnie. Kiedy opuszczałem strzelnicę przed finałowym okrążeniem ujrzałem szansę na zdobycie medalu. Postanowiłem zrobić wszystko co w mojej mocy aby wskoczyć na podium. Przypomniałem sobie marzenie z dzieciństwa i wiedziałem, że je spełnię. Przed dzisiejszym biegiem byłem rozczarowany, ponieważ wiele osób oczekiwało więcej po moich startach. Mój brat Simon był prawdziwym źródłem determinacji dla mnie, o czym powiedziałem mu na mecie. Pracował tak ciężko na treningach, że czasami wydawało mi się, iż jestem leniwy. On najciężej trenuje w naszej kadrze i zmotywował mnie do większej pracy"

Pavol Hurajt

"Oczywiście byłem bardzo zmęczony i wiedziałem, że Jewgienij jest lepszym biegaczem ode mnie. Czekałem na rzucenie wyzwania przez Austriaków i poczułem zaskoczenie kiedy zobaczyłem nadbiegającego Martina."

### Sytuacja w klasyfikacji generalnej
Złoty medal Jewgienija Ustiugowa był pierwszym krążkiem reprezentantów Rosji w biathlonie na ZIO 2010 w Vancouver. Rosjanin dzięki zwycięstwu przesunął się na pozycję lidera w klasyfikacji generalnej Pucharu Świata, drugie miejsce zajmował Christoph Sumann, zaś trzeci był Emil Hegle Svendsen. Jednocześnie Ustiugow prowadził w klasyfikacji biegu masowego. Drugie miejsce zajmował srebrny medalista Martin Fourcade, zaś trzecie Ole Einar Bjørndalen.